# 脆早熟禾
脆早熟禾（学名：Poa fragilis），为禾本科早熟禾属下的一个植物种。